# Leche de soja

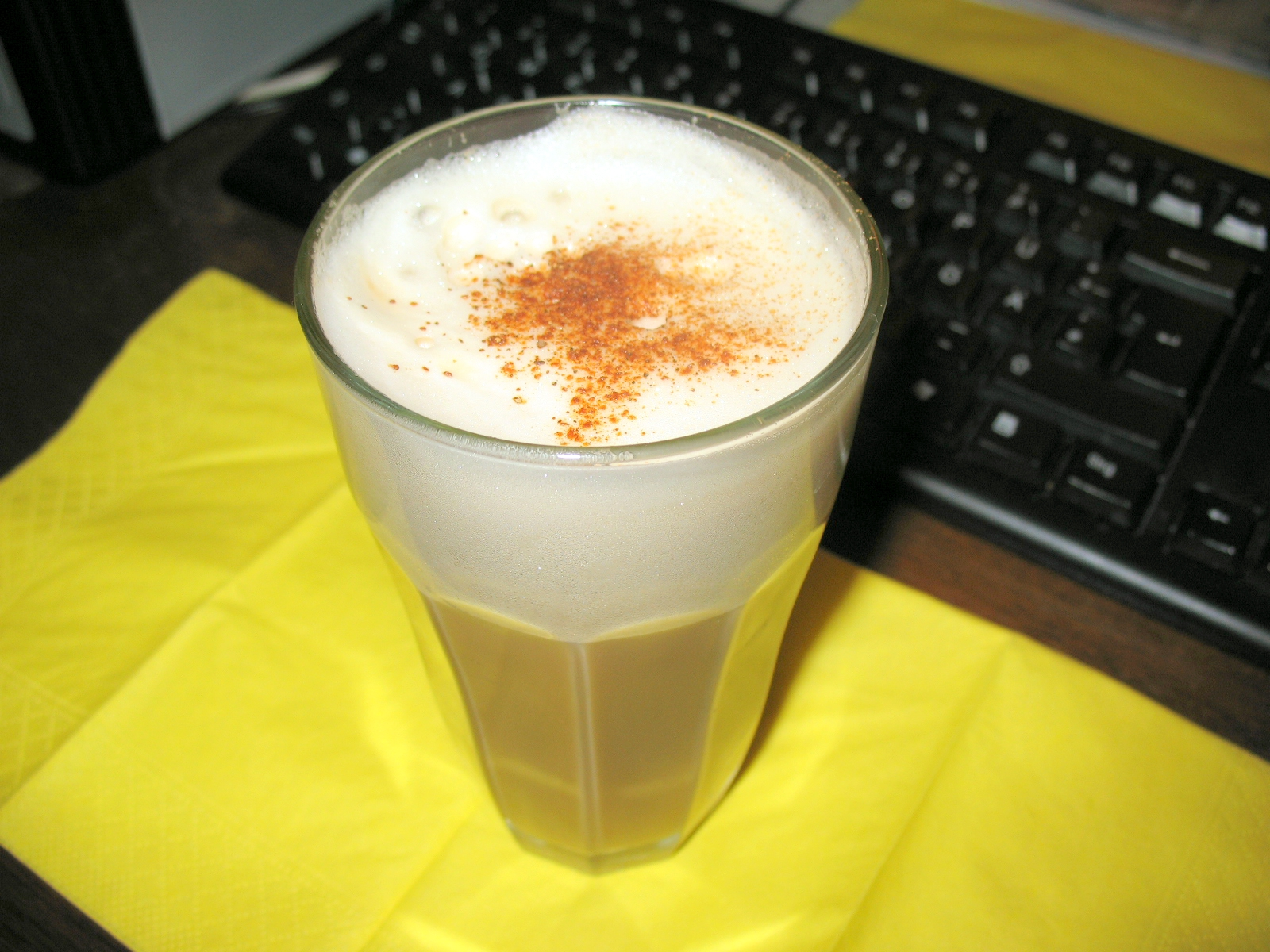
Latte macchiato preparado con bebida de soja, espolvoreado con canela.

La leche de soja (o soya) o bebida de soja es un líquido que se elabora remojando, moliendo y filtrando granos de soja. Puede adquirirse en comercios, aunque también se comercializan aparatos para producirla en el hogar.

## Historia
El registro más antiguo de la leche de soja se encuentra en una losa de piedra de la dinastía Han oriental desenterrada en China, en la que está grabada la situación de la elaboración de la leche de soja en las cocinas antiguas.
Un caldo de tofu (doufujiang) se utilizaba durante el Mongol Yuan. Como doujiang, esta bebida sigue siendo una forma acuosa común de leche de soja en China, normalmente preparada a partir de granos de soja frescos. El compendio de Materia Medica, que se completó en 1578, también contiene una evaluación de la leche de soja. Su uso aumentó durante la dinastía Qing, aparentemente debido al descubrimiento de que calentar suavemente el doujiang durante al menos 90 minutos hidrolizabao ayudaba a descomponer su indeseable rafinosa y estaquiosa, oligosacáridos, que pueden causar flatulencia y dolor digestivo entre los adultos intolerantes a la lactosa. En el siglo XVIII, ya era tan común que los vendedores ambulantes lo vendían;  en el XIX, también era habitual llevar una taza a las tiendas de tofu para desayunar doujiang caliente y fresco. Ya se solía acompañar con youtiao, que se mojaba en él. El proceso se industrializó a principios de la China Republicana. En 1929, dos fábricas de Shanghái vendían más de 1.000 botellas al día y otra de Pekín era casi igual de productiva. Tras la interrupción de la Segunda Guerra Mundial y la guerra civil china, la leche de soja empezó a comercializarse en forma de refresco en Hong Kong, Singapur y Japón en la década de 1950.La leche de soja se menciona en varias cartas europeas procedentes de China a partir del siglo XVII. El término "leche de soja" aparece en inglés (como "soy-bean milk") en un informe del Departamento de Agricultura de EE. UU. de 1897. Li Yuying fundó Caséo-Sojaïne, la primera "central lechera" de leche de soja, en Colombes, Francia, en 1910; recibió las primeras patentes británica y estadounidense para la fabricación de leche de soja en 1912 y 1913. J.A. Chard inició la producción de "Soy Lac" en Nueva York, Estados Unidos, en 1917. Harry W. Miller, un empresario estadounidense que se vio obligado a trasladar su fábrica desde Shanghái debido a la Segunda Guerra Mundial- también se vio obligado por el USDA y la industria láctea estadounidense a utilizar el término "Soya Lac" en lugar de "leche de soja". John Harvey Kellogg había estado trabajando con lo que él llamaba "leche de soja" en su Battle Creek Sanitarium desde 1930, pero se vio igualmente obligado a comercializar su bebida enriquecida con acidophilus como "Soygal" cuando comenzó su producción comercial en 1942.
Una serie de 40 casos judiciales contra Rich Products entre 1949 y 1974 establecieron finalmente que las "leches" no lácteas y los productos lácteos de imitación eran "un alimento nuevo y distinto", y no imitaciones inferiores e ilegales. Los investigadores de la Cornell establecieron que la enzima lipoxigenasa como responsable del sabor "a judía" de la leche de soja elaborada en 1966; la misma investigación estableció un proceso para reducir o eliminar el sabor a judía de los productos comerciales.  Con Tetra Pak envases de cartón envases de cartóns que prolongaban su vida útil, Vitasoy, con sede en Hong Kong, reintrodujo la leche de soja en el mercado estadounidense en 1980 y la llevó a otros 20 países en pocos años. De forma similar, Alpro inició la producción en Bélgica en 1980, convirtiéndose rápidamente en el principal productor de Europa. A mediados de la década de 1980, las nuevas tecnologías y técnicas de producción permitieron elaborar bebidas de soja con un sabor y una consistencia mucho más parecidos a los de la leche.

## Preparación
La leche de soja se elabora a partir de granos de soja enteros o de harina de soja entera. Las judías secas se remojan en agua durante un mínimo de tres horas hasta toda la noche, dependiendo de la temperatura del agua. A continuación, los granos rehidratados se someten a una molienda húmeda con suficiente agua añadida para dar el contenido de sólidos deseado al producto final, que tiene un contenido de proteínas del 1-4%, dependiendo del método de producción.La proporción de agua y granos en peso es de 10:1 para la leche de soja tradicional.  La papilla o puré resultante se lleva a ebullición para mejorar sus propiedades gustativas (véase "Olor a soja" más adelante), mediante la inactivación por calor del inhibidor de la tripsina de la soja, y para esterilizar el producto.  El calentamiento en el punto de ebullición o cerca de él se mantiene durante un periodo de tiempo, 15-20 minutos, seguido de la eliminación de los residuos insolubles (pulpa de soja fibra) mediante colado/filtración.
El procesado requiere el uso de un agente antiespumante o antiespumante natural durante la fase de ebullición. Llevar la leche de soja filtrada a ebullición evita el problema de la formación de espuma. Generalmente es opaca, de color blanco o blanquecino y tiene aproximadamente la misma consistencia que la leche de vaca. Entre los atributos de calidad durante la preparación se incluyen el tiempo de germinación de los granos utilizados, la acidez, el total de proteínas e hidratos de carbono, el contenido de ácido fítico y la viscosidad.  La leche de soja cruda puede endulzarse, aromatizarse y fortificarse con micronutrientes. Una vez procesados, los productos a base de leche de soja suelen venderse en botellas de plásticos o cartones plastificados, como tetrapaks.

### Olor a soja
La leche de soja tradicional asiática tiene un olor "a grano", en parte a hexanal, considerado desagradable por la mayoría de los occidentales. Esto se debe a que la lipooxigenasa (LOX) de la soja oxida la grasa de las habas. Rehidratar las judías permite que se produzca la reacción con el gas oxígeno disuelto en el agua de remojo. Para eliminar el olor, se puede desactivar la enzima LOX con calor o eliminar el oxígeno disuelto en el agua. Lo primero puede conseguirse remojando las judías en agua caliente (un "molido caliente"), saltándose el remojo por completo, o blanqueando la soja en agua o vapor primero. Esto último puede lograrse por diversos medios químicos, como la adición de glucosa y glucosa oxidasa para consumir el oxígeno.  El cultivar de soja también influye en el olor y se ha producido un cultivar mutante que carece completamente de LOX. 
La cuestión y preferencia del olor a soja también afecta a los productos elaborados con leche de soja, especialmente el tofu.

## Consumo
Se consume desde hace dos milenios. Se usa como alternativa a la leche, especialmente en la alimentación vegetariana estricta y en dietas hipolipídicas, debido a su apariencia blanquecina y a su aporte de proteínas. Las que se comercializan actualmente suelen estar enriquecidas con cianocobalamina (vitamina B12), de difícil obtención en una alimentación vegetariana estricta. Se usa en multitud de recetas.

## Valor nutricional
Nutricionalmente es de mediana digestión, carece de colesterol y tiene la mitad de grasas y calorías, la misma cantidad de vitaminas B y más hierro que la leche de vaca. Al igual que esta última, también tiene componentes alergénicos, aunque es apta para intolerantes a la lactosa. Está basada en el valor nutritivo de la proteína de soja que contiene aminoácidos esenciales que ayudan a reducir el colesterol en sangre, entre otros beneficios.

## Efectos en la salud
A pesar de las ventajas y cualidades nutricionales que aporta la leche de soja, algunos estudios científicos han sugerido que el consumo regular de bebida de soja podría causar efectos negativos sobre las hormonas, la fertilidad y el sistema inmunitario debido a la existencia en su composición de genisteína, una isoflavona que causa alteraciones en el páncreas y la tiroides, y que es un compuesto genotóxico para el esperma.[cita requerida] Sin embargo, estudios recientes han demostrado que esas sospechas eran falsas.
Una gran virtud de esta leche es que puede reducir el colesterol en sangre debido a la presencia de isoflavona genisteína. Esta también disminuye los triglicéridos y favorece la circulación de la sangre y la flexibilidad de las arterias evitando que el colesterol se acumule en las paredes de la misma y se produzca una ateroesclerosis. Este producto vegetal también previene el cáncer de próstata y la osteoporosis pero la presencia de fitoestrógenos y su aptitud para promover el cáncer de mama han sido citados como factores desfavorables en esta bebida. Sin embargo, los últimos estudios evidencian la dificultad de sacar conclusiones en este aspecto y la Escuela de Salud Pública de Harvard afirma que, con base en la literatura disponible, "la soja tiene un efecto beneficioso o neutral en varias condiciones de salud".

## Confusión derivada de la denominación “leche”
Los consumidores interpretan que las "leches" vegetales son un sustituto directo de la leche de vaca, pero algunas de estas bebidas carecen del equilibrio nutricional de la leche de origen animal y son bajas en proteínas, grasas, calorías, hierro y calcio. Estas objeciones no se aplicarían a la leche de soja en muchas de sus versiones comerciales, que tienen un contenido en proteínas más elevado y están fortificadas con calcio y vitaminas. Con la adecuada fortificación, las leches vegetales pueden llegar a ser "alternativas nutricionalmente equivalentes a la leche bovina". La recomendación es elegir bebidas fortificadas y que contenga al menos 6 g. de proteína por cada 250 ml.
En los países de la Unión Europea desde 2013 la legislación prohíbe el uso de la palabra "leche" para designar las bebidas vegetales.

Se entenderá por "leche" exclusivamente la secreción mamaria normal obtenida a partir de uno o más ordeños, sin ningún tipo de adición ni extracción.
Reglamento (UE) Nº 1308/2013 del Parlamento Europeo y del Consejo de 17 de diciembre de 2013. L 347/814

## Sabor
La leche de soja fabricada y endulzada tiene un sabor a nuez parecido al de la avena. En las bebidas calientes ácidas, como el café, puede producirse un cuajado, lo que obliga a algunos fabricantes a añadir reguladores de la acidez.

## Ácido fítico
La soja, y la leche de soja en particular, contienen ácido fítico[cita requerida], que puede actuar como agente quelante e inhibir la absorción de minerales, especialmente en dietas ya bajas en minerales. Sin embargo, la ingesta  de ácido fítico puede ayudar a reducir el riesgo de desarrollar cáncer de colon.